# Skedsmo
Skedsmo er en tidligere kommune i landskabet Romerike i Akershus, nu i Viken fylke i Norge. Den blev sammen med  Fet og Sørum kommuner lagt sammen til den nye Lillestrøm kommune. Den grænsede i nord til Nittedal og Gjerdrum, i øst til Sørum og Fet, i syd til Rælingen og Lørenskog, og i vest til Oslo.
I Skedsmo ligger byen Lillestrøm, som fik bystatus i december 1997. De øvrige småbyer i kommunen er Skjetten, Strømmen, Skedsmokorset, Kjeller og Leirsund.